# 傅正义 (影视剪辑师)
傅正义（1925年9月20日—2019年11月15日），男，湖北黄冈人，中国影视剪辑师。

## 生平
1925年9月20日出生于湖北省黄冈县傅家湾。父亲傅光灿排行老七，在家乡与人合伙经营杂货店。
3岁时，父亲积劳成疾去世。傅正义之后随母亲搬至武汉，先后入市立十六和十七短期小学、武汉市难童教养院学习。1938年武汉沦陷后撤离至重庆，入战时儿童保育会重庆歌乐山儿童保育院、重庆江北首都中学读书。1940年考入重庆中国电影制片厂。1946年进入上海昆仑影业公司，在导演史东山、蔡楚生、沈浮、郑君里等的指导下从事电影剪辑工作。期间参与了《一江春水向东流》、《八千里路云和月》、《万家灯火》、《丽人行》、《乌鸦与麻雀》等影片的剪辑工作。1948年，傅正义首次被提拔为独立剪辑师，负责剪辑《三毛流浪记》。
1952年，傅正义历任上海长江昆仑电影制片厂剪辑课长、上海联合电影制片厂剪辑科负责人、上海电影制片厂剪辑科副科长兼副剪辑师等职务。1953年奉命从上海调到长春，开始在长春电影制片厂剪辑车间工作。1956年又调至北京电影制片厂任剪辑师，同时担任厂技术委员会委员。直到1980年代中期离休。1983年开始，他还参与了电视剧的剪辑工作。
2019年11月15日在京去世，享年95岁。

## 社会职务
1981年11月，在北京召开的全国首届电影剪辑会议期间，与会友倡导成立中国电影剪辑学会，担任会长。1983年5月加入中国民主同盟。1985年10月加入中国共产党。曾经担任民盟北影支部主委、民盟中央文化委员会委员、民盟北京市委文化委员会副主任、中国电影家协会第四和第五届理事、中国电影基金会理事、中国电影电视技术学会剪辑委员会主任等职务。

## 荣誉
- 1959年，被评为北京市卫生文教系统先进工作者。
- 1985年12月，被评为北京市统战系统先进个人。
- 1989年5月，被评为国家一级电影剪辑师[2]。
- 1982年，凭借作品《伤逝》和《知音》获得中国电影金鸡奖最佳剪辑奖[8]。
- 1987年，电视连续剧《红楼梦》获得第7届中国电视剧飞天奖优秀剪辑奖。
- 2011年，获得中国电影金鸡奖终身成就奖[4]。

## 出版物
著有《影视剪辑编辑艺术》、《剪辑人生》、《实用影视剪辑技巧》、《电影电视剪辑》、《电影剪辑工作探讨》、《中国电影剪辑小史》等书籍。1985年受聘为《电影艺术词典》编委兼剪辑学科主编。